# Delirious?/Diskografie
Diese Diskografie ist eine Übersicht über die musikalischen Werke der britischen christlichen Rockband Delirious?. Ihre erfolgreichste Veröffentlichung ist das Debütalbum Cutting Edge mit über 550.000 verkauften Einheiten.

## Alben

### Studioalben
| Jahr | Titel              | Höchstplatzierung, Gesamtwochen, AuszeichnungChartplatzierungen (Jahr, Titel, Platzierungen, Wochen, Auszeichnungen, Anmerkungen) | Höchstplatzierung, Gesamtwochen, AuszeichnungChartplatzierungen (Jahr, Titel, Platzierungen, Wochen, Auszeichnungen, Anmerkungen) | Höchstplatzierung, Gesamtwochen, AuszeichnungChartplatzierungen (Jahr, Titel, Platzierungen, Wochen, Auszeichnungen, Anmerkungen) | Höchstplatzierung, Gesamtwochen, AuszeichnungChartplatzierungen (Jahr, Titel, Platzierungen, Wochen, Auszeichnungen, Anmerkungen) | Anmerkungen                                    |
| Jahr | Titel              | DE | UK | US | Christ | Anmerkungen                                    |
| ---- | ------------------ | --- | --- | --- | --- | ---------------------------------------------- |
| 1994 | Cutting Edge       | — | — | US— GoldUS | Christ18 (35 Wo.)Christ | Erstveröffentlichung: 1994 Verkäufe: + 550.000 |
| 1997 | King of Fools      | — | UK13 (4 Wo.)UK | — | Christ7 (21 Wo.)Christ | Erstveröffentlichung: 16. Juni 1997            |
| 1999 | Mezzamorphis       | — | UK25 (2 Wo.)UK | US137 (1 Wo.)US | Christ2 (18 Wo.)Christ | Erstveröffentlichung: 12. April 1999           |
| 2000 | Glo                | — | — | US177 (1 Wo.)US | Christ13 (5 Wo.)Christ | Erstveröffentlichung: 29. Juli 2000            |
| 2001 | Audio Lessonover?  | — | UK58 (1 Wo.)UK | — | — | Erstveröffentlichung: 6. August 2001           |
| 2002 | Touch              | — | — | — | Christ31 (2 Wo.)Christ | Erstveröffentlichung: 2. November 2002         |
| 2003 | World Service      | DE96 (1 Wo.)DE | — | — | Christ20 (3 Wo.)Christ | Erstveröffentlichung: 15. Dezember 2003        |
| 2005 | The Mission Bell   | — | — | — | Christ29 (4 Wo.)Christ | Erstveröffentlichung: 7. November 2005         |
| 2008 | Kingdom of Comfort | — | — | — | Christ24 (4 Wo.)Christ | Erstveröffentlichung: 31. März 2008            |

### Livealben
| Jahr | Titel                                         | Höchstplatzierung, Gesamtwochen, AuszeichnungChartplatzierungen (Jahr, Titel, Platzierungen, Wochen, Auszeichnungen, Anmerkungen) | Höchstplatzierung, Gesamtwochen, AuszeichnungChartplatzierungen (Jahr, Titel, Platzierungen, Wochen, Auszeichnungen, Anmerkungen) | Höchstplatzierung, Gesamtwochen, AuszeichnungChartplatzierungen (Jahr, Titel, Platzierungen, Wochen, Auszeichnungen, Anmerkungen) | Höchstplatzierung, Gesamtwochen, AuszeichnungChartplatzierungen (Jahr, Titel, Platzierungen, Wochen, Auszeichnungen, Anmerkungen) | Anmerkungen                                                 |
| Jahr | Titel                                         | DE | UK | US | Christ | Anmerkungen                                                 |
| ---- | --------------------------------------------- | --- | --- | --- | --- | ----------------------------------------------------------- |
| 2004 | Unified Praise: Live Worship Sydney Australia | — | — | — | Christ24 (8 Wo.)Christ | Erstveröffentlichung: 1. November 2004 mit Hillsong Worship |
| 2006 | Now Is the Time – Live at Willow Creek        | — | — | — | Christ45 (1 Wo.)Christ | Erstveröffentlichung: 9. Oktober 2006                       |
| 2009 | My Soul Rings: Live from Bogota, Colombia     | — | — | — | Christ42 (2 Wo.)Christ | Erstveröffentlichung: 16. März 2009                         |

Weitere Livealben
- 1996: Live & In the Can
- 1998: d:tour 1997 Live at Southampton
- 2002: Accesss:d
- 2010: Farewell Show

### Kompilationen
| Jahr | Titel                                     | Höchstplatzierung, Gesamtwochen, AuszeichnungChartplatzierungen (Jahr, Titel, Platzierungen, Wochen, Auszeichnungen, Anmerkungen) | Höchstplatzierung, Gesamtwochen, AuszeichnungChartplatzierungen (Jahr, Titel, Platzierungen, Wochen, Auszeichnungen, Anmerkungen) | Höchstplatzierung, Gesamtwochen, AuszeichnungChartplatzierungen (Jahr, Titel, Platzierungen, Wochen, Auszeichnungen, Anmerkungen) | Höchstplatzierung, Gesamtwochen, AuszeichnungChartplatzierungen (Jahr, Titel, Platzierungen, Wochen, Auszeichnungen, Anmerkungen) | Anmerkungen                           |
| Jahr | Titel                                     | DE | UK | US | Christ | Anmerkungen                           |
| ---- | ----------------------------------------- | --- | --- | --- | --- | ------------------------------------- |
| 2001 | Deeper: The D:finitive Worship Experience | — | — | — | Christ27 (3 Wo.)Christ | Erstveröffentlichung: 9. Oktober 2001 |

Weitere Kompilationen
- 2002: Libertad
- 2009: History Makers

## Singles
| Jahr | Titel Album                                                                 | Höchstplatzierung, Gesamtwochen, AuszeichnungChartplatzierungen (Jahr, Titel, Album, Platzierungen, Wochen, Auszeichnungen, Anmerkungen) | Höchstplatzierung, Gesamtwochen, AuszeichnungChartplatzierungen (Jahr, Titel, Album, Platzierungen, Wochen, Auszeichnungen, Anmerkungen) | Höchstplatzierung, Gesamtwochen, AuszeichnungChartplatzierungen (Jahr, Titel, Album, Platzierungen, Wochen, Auszeichnungen, Anmerkungen) | Höchstplatzierung, Gesamtwochen, AuszeichnungChartplatzierungen (Jahr, Titel, Album, Platzierungen, Wochen, Auszeichnungen, Anmerkungen) | Anmerkungen |
| Jahr | Titel Album                                                                 | DE | UK | US | Christ | Anmerkungen |
| ---- | --------------------------------------------------------------------------- | --- | --- | --- | --- | ----------- |
| 1997 | White Ribbon Day King of Fools                                              | — | UK41 (2 Wo.)UK | — | — |             |
| 1997 | Deeper King of Fools                                                        | — | UK20 (5 Wo.)UK | — | — |             |
| 1997 | Promise King of Fools                                                       | — | UK20 (2 Wo.)UK | — | — |             |
| 1999 | See the Star Mezzamorphis                                                   | — | UK16 (2 Wo.)UK | — | — |             |
| 2000 | It’s OK Mezzamorphis                                                        | — | UK18 (2 Wo.)UK | — | — |             |
| 2001 | Waiting for the Summer Audio Lessonover?                                    | — | UK26 (2 Wo.)UK | — | — |             |
| 2001 | I Could Sing of Your Love Forever Deeper: The D:finitive Worship Experience | — | UK40 (2 Wo.)UK | — | — |             |
| 2003 | Inside Outside World Service                                                | DE72 (9 Wo.)DE | — | — | — |             |
| 2004 | Rain Down World Service                                                     | — | — | — | Christ5 (26 Wo.)Christ |             |
| 2004 | Majesty (Here I Am) Unified Praise: Live Worship Sydney Australia           | — | — | — | Christ22 (26 Wo.)Christ |             |
| 2005 | Paint the Town Red The Mission Bell                                         | — | UK56 (2 Wo.)UK | — | — |             |
| 2008 | Love Will Find a Way Kingdom of Comfort                                     | — | UK55 (1 Wo.)UK | — | — |             |
| 2010 | History Makers                                                              | — | UK4 (2 Wo.)UK | — | — |             |

Weitere Singles
- 2003: Every Little Thing

## Videoalben
- 1998: A View from the Terraces (Live VHS)
- 2000: Pro-Mode (VHS)
- 2003: Archive:d (DVD)
- 2004: Unified Praise (Live-Konzert-DVD zusammen mit Hillsong)
- 2006: Now Is the Time – Live at Willow Creek Chicago (CD + DVD)
- 2009: My Souls Sing (DVD + CD)
- 2010: Farewell Show (BD, DVD, CD)

## Statistik

### Chartauswertung
|                     | DE    | UK    | US    | Christ         |
| ------------------- | ----- | ----- | ----- | -------------- |
| Nummer-eins-Alben   | DE—DE | UK—UK | US—US | Christ—Christ  |
| Top-10-Alben        | DE—DE | UK—UK | US—US | Christ2Christ  |
| Alben in den Charts | DE1DE | UK3UK | US2US | Christ12Christ |

|                       | DE    | UK     | US    | Christ        |
| --------------------- | ----- | ------ | ----- | ------------- |
| Nummer-eins-Singles   | DE—DE | UK—UK  | US—US | Christ—Christ |
| Top-10-Singles        | DE—DE | UK1UK  | US—US | Christ1Christ |
| Singles in den Charts | DE1DE | UK10UK | US—US | Christ1Christ |

### Auszeichnungen für Musikverkäufe
| Goldene Schallplatte - Kanada - 2000: für das Album Cutting Edge |

Anmerkung: Auszeichnungen in Ländern aus den Charttabellen bzw. Chartboxen sind in ebendiesen zu finden.
| Land/RegionAuszeichnungen für Musikverkäufe (Land/Region, Auszeichnungen, Verkäufe, Quellen) | Gold     | Platin | Verkäufe | Quellen         |
| -------------------------------------------------------------------------------------------- | -------- | ------ | -------- | --------------- |
| Kanada (MC)                                                                                  | Gold1    | —      | 50.000   | musiccanada.com |
| Vereinigte Staaten (RIAA)                                                                    | Gold1    | —      | 500.000  | riaa.com        |
| Insgesamt                                                                                    | 2× Gold2 | —      |          |                 |